# Dmitri Zavadski
Dmitri Alexándrovich Zavadski (en ruso: Дми́трий Алекса́ндрович Зава́дский; en bielorruso: Дзмітрый Аляксандравіч Завадскі; 28 de agosto de 1972 - declarado muerto el 28 de noviembre de 2003) fue un periodista bielorruso desaparecido y presuntamente asesinado en el año 2000. Zavadski trabajó como periodista y camarógrafo del canal ruso Piervy Kanal (ORT). De 1994 a 1997, fue el camarógrafo personal del presidente de Bielorrusia, Aleksandr Lukashenko.

## Incidente por el cruce de fronteras
En 1997, Zavadski y el reportero Pavel Sheremet fueron arrestados y encarcelados después de la filmación de un informe acerca de la vulnerabilidad de la seguridad en la frontera entre Bielorrusia y Lituania. Zavadski filmó el informe con Sheremet (junto con sus conductores) cruzando ilegalmente la frontera de Bielorrusia y Lituania y viceversa, para demostrar la facilidad con la que los contrabandistas podrían cruzar la frontera. Fueron acusados con el Artículo 17 del Código Penal (conspiración por cometer un crimen), y el Artículo 80 (violación intencional de la frontera), que llevó a un máximo de cinco años de prisión.
Los arrestos fueron el resultado de una desavenencia diplomática entre Rusia y Bielorrusia. Rusia criticó a las autoridades de Bielorrusia sobre las detenciones y el presidente de Rusia Borís Yeltsin canceló el viaje programado por Lukashenko a Moscú en protesta. La invitación de Lukashenko fue revocada después de haberse ido de Bielorrusia; se le negó el acceso a su avión para entrar en espacio aéreo ruso.
El juicio, que comenzó el 17 de diciembre de 1997, en Ashmiany, a 55 kilómetros de la capital de Lituania, Vilna. La selección de la ubicación fue muy anunciada tanto en Bielorrusia como en Rusia. Ashmyany, como ciudad fronteriza, requería un permiso especial para acceder, lo que complicó la situación para los periodistas que desearan cubrir el caso. Además, la sala era demasiado pequeña para dar cabida a todas los interesados, pero se le denegó la solicitud de traslado del juicio a un lugar más grande.
Sheremet y Zavadski estuvieron representados por los defensores públicos bielorrusos y el abogado ruso Viktor Kuznetsov de ORT. Sus abogados argumentaron que no existía ningún indicio de delito, ya que la única prueba de que habían cruzado la frontera ilegalmente era un cartel que Zavadski había filmado que decía «República de Lituania» y que técnicamente se encuentra en Bielorrusia. Los abogados acusaron al estado de detener a los periodistas no por cualquier delito sino por el hecho de que habían criticado la seguridad en la frontera. El abogado Mijaíl Pastukhov instó a la corte a buscar «la justicia, no la violencia».
El 28 de enero de 1998, la corte declaró a Sheremet y a Zavadski culpables de todos los cargos. Sheremet y Zavadski fueron condenados a 36 meses de cárcel, pero sus sentencias fueron suspendidas.

## Desaparición
Desde octubre de 1999 a mayo de 2000, Zavadski y Sheremet estaban en Chechenia rodando El diario de Chechenia, una serie de documentales de cuatro partes para la ORT.
El 7 de julio de 2000, Zavadski llevó al Aeropuerto Nacional de Minsk a buscar a Sheremet. Los testigos vieron a Zavadski en el aeropuerto y su coche fue encontrado más tarde en el estacionamiento. Desde entonces, no se ha visto a Zavadski.
Zavadski había recibido amenazas por teléfono antes de su desaparición, y los de sus vecinos vieron a dos hombres siguiéndoles el rastro cerca de su edificio de apartamentos el día en que desapareció. Los testigos ayudaron al artista de la policía a dibujar retratos robot de los dos hombres, pero la policía se negó a lanzarlos al público.
Según el Comité para la Protección de los Periodistas, sus fuentes en Bielorrusia sospechan que Zavadski fue asesinado porque había material de archivo que mostraban a los agentes de seguridad bielorrusos luchando en Chechenia, junto a los rebeldes chechenos.
Los funcionarios bielorrusos, incluido el viceministro de Asuntos Internos Mikhail Udovikov, sugerían que Zavadski fue secuestrado por sus colegas de la ORT, incluido a Sheremet o por los miembros de la oposición, en relación con su cobertura «prorrusa» de la guerra de Chechenia.
El 20 de noviembre de 2000, los medios de comunicación bielorrusos independientes (no estatales) recibieron un correo electrónico anónimo de una persona que se identificó como un funcionario de la Agencia de Seguridad de Estado de Bielorrusia trabajando en la investigación:

«El escritor afirmó que nueve sospechosos habían sido detenidos, siete de los cuales fueron sea agentes actuales o exagentes del Servicio de Seguridad Presidencial, y que los sospechosos confesaron que habían asesinado a Zavadski y había nombrado el lugar donde su cuerpo fue enterrado. De acuerdo a la dirección de correo electrónico, los investigadores también habían encontrado una pala teñida con la sangre de Zavadski. Además, el correo electrónico afirmó que el presidente Lukashenko se negó a permitir que los investigadores a exhumaran el cuerpo, y que el caso fue trasladado de la Oficina del Fiscal en el Ministerio del Interior para sabotear la investigación». Informe del Comité para la Protección de los Periodistas

Al día siguiente, Lukashenko culpa de la desaparición de Zavadski a los secuestradores chechenos. Una semana más tarde, Lukashenko despidió a cuatro de sus altos funcionarios: sus asesor de asuntos de seguridad, el presidente del Consejo de Seguridad, el fiscal general y el jefe de la Agencia de Seguridad de Estado. Lukashenko afirmó que los cuatro habían estado planeando un golpe de Estado y había secuestrado a Zavadski para implicar al presidente.

## Juicio
El 14 de marzo de 2002, el Tribunal Regional de Minsk condenó a cuatro hombres de cinco asesinatos, además del secuestro de Dmitri Zavadski. Dos de los hombres, Valery Ignatovich y Maxim Malik, fueron exmiembros de la unidad de la policía de élite bielorrusa de Almaz. A pesar de la condena, nunca se recuperó el cuerpo y no se explicaron las circunstancias de su desaparición y el destino final.
Además de Zavadski, las autoridades bielorrusas se negaron a determinar el destino de las principales figuras de la oposición Jury Zacharanka y Viktar Hanchar, y el empresario Anatol Krasovsky, que también desapareció en 1999 y 2000.
Bielorrusia tachó de erróneas las críticas internacionales y de organismos de derechos humanos en cuanto al juicio a puerta cerrada y las condenas. Los periodistas fueron prohibidos a partir de la observación de los procedimientos, salvo para la sentencia. En septiembre de 2002, la Asamblea Parlamentaria del Consejo de Europa declaró que estaba «profundamente preocupado por la falta de progresos» y estableció un subcomité de investigación para examinar las múltiples «desapariciones».

## Investigaciones posteriores y repercusiones
En diciembre de 2003, la Asamblea Parlamentaria del Consejo de Europa denunció que altos funcionarios del gobierno estuvieron involucrados en la desaparición y posterior encubrimiento. En 2004, la asamblea presentó una resolución llamando a Bielorrusia para iniciar una adecuada investigación penal en relación con las desapariciones forzadas, y afirmó que, hasta que se efectuara un «procedimiento significativo», no iba a reconsiderar la suspensión de Bielorrusia en 1997 como miembro invitado del Consejo.
En septiembre de 2004, la Unión Europea y los Estados Unidos declararon la prohibición de viajar para cinco funcionarios de Bielorrusia sospechosos de estar involucrados en el secuestro de Zavadski: el ministro de Asuntos Interiores Vladímir Naumov, el fiscal general Víktor Sheiman, el ministro de Deportes y Turismo Yuri Sivakov y el coronel Dmitri Pavlichenko de Bielorrusia del Ministerio del Interior. Naumov había sido encargado de dirigir la investigación a pesar de las sospechas de que él estaba involucrado directamente. Grecia le negó a Sivakov la visa para impedirle asistir a los Juegos Olímpicos de Atenas en 2004.
Los funcionarios bielorrusos han reabierto dos veces de la investigación sobre la desaparición de Zavadski —en 2003 y 2005—, pero no se han publicado más detalles acerca de su paradero.
En 2007, el Consejo de Derechos Humanos de las Naciones Unidas le negó a Bielorrusia un escaño después de las fuertes críticas internacionales a los deficientes niveles de libertad de prensa y derechos humanos, incluida la desaparición de los cuatro hombres y el asesinato en 2005 de Veronika Cherkásova.

## Legado
En 2004, su esposa, Svetlana Zavadskaya, e Irina Krasovskaya, la esposa de Anatoly Krasovsky, cofundaron la «Fundación Recordamos», dedicada a acercar la justicia a los desaparecidos y exponer las violaciones de derechos humanos en Bielorrusia.